# Comuna Vadu Izei, Maramureș
Vadu Izei (în maghiară: Farcasrév, în germană: Wolfsberg) este o comună în județul Maramureș, Transilvania, România, formată din satele Vadu Izei (reședința) și Valea Stejarului.

## Demografie
Componența etnică a comunei Vadu Izei
     Români (94,06%)
     Alte etnii (0,67%)
     Necunoscută (5,27%)
Componența confesională a comunei Vadu Izei
     Ortodocși (84,26%)
     Martori ai lui Iehova (4,48%)
     Greco-catolici (2,91%)
     Alte religii (2,32%)
     Necunoscută (6,02%)
Conform recensământului efectuat în 2021, populația comunei Vadu Izei se ridică la 2.542 de locuitori, în scădere față de recensământul anterior din 2011, când fuseseră înregistrați 2.659 de locuitori. Majoritatea locuitorilor sunt români (94,06%), iar pentru 5,27% nu se cunoaște apartenența etnică. Din punct de vedere confesional, majoritatea locuitorilor sunt ortodocși (84,26%), cu minorități de martori ai lui Iehova (4,48%) și greco-catolici (2,91%), iar pentru 6,02% nu se cunoaște apartenența confesională.

## Politică și administrație
Comuna Vadu Izei este administrată de un primar și un consiliu local compus din 11 consilieri. Primarul, Petru Vlașin[*], de la Partidul Social Democrat, este în funcție din 2012. Începând cu alegerile locale din 2024, consiliul local are următoarea componență pe partide politice:
|  | Partid                          | Consilieri | Componența Consiliului | Componența Consiliului | Componența Consiliului | Componența Consiliului | Componența Consiliului | Componența Consiliului |
|  | ------------------------------- | ---------- | ---------------------- | ---------------------- | ---------------------- | ---------------------- | ---------------------- | ---------------------- |
|  | Partidul Social Democrat        | 6          |                        |                        |                        |                        |                        |                        |
|  | Partidul Național Liberal       | 3          |                        |                        |                        |                        |                        |                        |
|  | Alianța pentru Unirea Românilor | 2          |                        |                        |                        |                        |                        |                        |